# Дом Джозефа Пристли
Дом Джозефа Пристли (англ. Joseph Priestley House) — построенное в XVII веке здание, в котором с 1798 года проживал британский богослов, диссентер, натурфилософ и философ Джозеф Пристли (1733—1804). Расположен в городе Нортумберленд, штат Пенсильвания. Дом построен по проекту жены Пристли в георгианском («федеральном») стиле.